# 中学聖日記
『中学聖日記』（ちゅうがくせいにっき）は、かわかみじゅんこによる漫画である。
祥伝社「FEEL YOUNG」にて2013年3月号より連載を開始し、2024年時点で不定期連載中。
タイトルはNHK名古屋放送局制作のドラマ『中学生日記』と、大映テレビが制作し1983年にTBSテレビ系で放送されたドラマ『高校聖夫婦』から引用された。2016年、第7回「an・anマンガ大賞」や『このマンガがすごい!2017』オンナ編にランクインし、注目される。
2018年10月にTBSテレビ系でテレビドラマ化された。

## あらすじ
大学卒業後、国語の非常勤講師を経て、片田舎の町・子星平にある子星中学校に赴任した末永聖。子どものころからの夢だった教師になり張り切るも、担任となった3年1組の生徒たちには着任早々からかわれたり、教頭・塩谷三千代からは服装のことで注意を受けるなど、どこかやる気が空回りしてしまう。一方、大学時代からの恋人・川合勝太郎とは遠距離恋愛中で、仕事に追われる勝太郎とはなかなかコミュニケーションが取れない日々が続いていた。
そんな中、聖は3年1組の男子生徒・黒岩晶から突然告白される。聖は最初はその言葉を受け流していたが、晶からのアプローチは収まることがなく、困惑する。勉強合宿などを通し、次第に聖は晶への特別な感情に気づく。昔、聖の教育実習の指導担当で良き先輩・丹羽千鶴から「生徒に本気になったら終わり」と諭されるも、晶の想いは途絶えない。そんな二人の関係を晶の母・黒岩愛子が疑い始める
花火大会の日、晶から「花火のあとに会いたい」と誘われるが、会うことを躊躇っていた聖。しかし、偶然にも砂浜で会ってしまい、二人はキスをしてしまう。そのことが愛子にも伝わり、謝罪して経緯を説明するも、許す気配はない。教師を退職することになり、「もう晶と会うことは出来ない」と思った聖は、彼の前から離れることを決心した。
3年後、晶の前から突然姿を消した聖は、婚約していた勝太郎とも別れ、千鶴と同じ小学校で教師を続けていた。穏やかな日々を送っていた聖だったが偶然、同僚・野上一樹と訪れた雑貨市で晶の姿を見つけてしまい、過去の記憶がよみがえり困惑する…。
そんな中、聖の担当児童・橘彩乃の母親・橘美和は、既婚男性との不倫、飲酒などを繰り返し、彩乃の遠足費の支払いを滞納させるなど、母親としてあるまじき行為を続けていた。美和は、聖が教師を続けていると知ってやって来た愛子に話を聞き、過去の晶との関係について責める。真実を言おうか迷う聖を千鶴がサポートし弁解するが、学習発表会の日、保護者の前で過去のことについて暴露され、聖はまたも教師を辞めざるを得なくなってしまった。
聖との関係を切ろうとする愛子に苛立ち、一人で父親・島崎康介を探すため、彼の住む山江島へとフェリーで向かう晶。ひょんなことから聖もそのフェリーに乗ってしまい、山江島で非日常な生活を送る二人。そして二人はまたもキスをしてしまう。
だがその後、聖は晶から「もう、冷めた」と別れを告げられてしまう。そして、両親や千鶴からの信頼も失い、何もかも失ってしまった聖は絶望する。
その後、勝太郎の上司・原口律の助言で、オープンキャンパスに来ていた晶に本当のことを確かめに行く。実は別れを告げたのは彼の本心からではなく、聖の将来を考えたときに自分の存在が邪魔になってしまうのではないか、と考えたからだった。そう話しているうちになぜか警察がやって来て、聖は「未成年者誘拐罪の疑い」で警察署に連行されてしまう。通報したのは愛子で、「もうこれ以上晶と接触しないなら許す」と。弁護士も交えた話し合いをし、聖はどうすれば良いかと考える。のちに聖は晶に必要なのは未来だと気づき、晶とこれ以上関わらないことを愛子に告げ去る。
そして聖は海外移住を決意し、日本を離れ幸せな日々を過ごす。5年後、聖の前に社会人となった晶が現れて…。

## 登場人物
黒岩晶〈14〉
末永聖〈25〉
川合勝太郎〈28〉
原口律
岩崎るな
九重順一郎
白石淳紀

## 書誌情報
- かわかみじゅんこ『中学聖日記』 祥伝社〈フィールコミックス〉、既刊6巻（2020年5月8日現在）
  1. 2016年7月8日発売、ISBN 978-4-396-76676-4
  2. 2016年8月8日発売、ISBN 978-4-396-76678-8
  3. 2017年10月7日発売、ISBN 978-4-396-76716-7
  4. 2018年7月19日発売、ISBN 978-4-396-76741-9
  5. 2018年12月17日発売、ISBN 978-4-396-76754-9
  6. 2020年5月8日発売、ISBN 978-4-396-76791-4

## テレビドラマ
2018年10月9日から12月18日までTBSテレビ系火曜ドラマで放送された。主演は有村架純で、民放ドラマでは初の単独主演。本作の前年である2017年にNHK連続テレビ小説『ひよっこ』で主演を務めた有村は2016年の『いつかこの恋を思い出してきっと泣いてしまう』（フジテレビ系）以来、2年半振りの民放連続ドラマ出演となった。なお、有村演じる教師に恋をする中学生役は、オーディションで選出され本作が芸能界デビューとなる岡田健史が演じた。本作を制作したドリマックス・テレビジョンが放送終了後の翌年2019年1月1日付でTBSスパークルに吸収合併されて解散したため、本作が連続ドラマとして最後の制作作品となった。
キャッチコピーは「教師としてあるまじき、純愛。」。
2020年5月25日から6月10日まで「特別編」として、夜11時56分（金曜のみ、夜0時20分）から放送された。また、2024年7月18日から8月1日までBS-TBSでも午前9時59分から10時55分まで放送された。

### ストーリー
教師になることが夢だった末永聖は中学校教師として赴任する。そこで不思議な魅力を持った男子中学生・黒岩晶と運命の出会いをする。しかし、聖には既に婚約を交わしている男性・川合勝太郎がおり、聖は魅力的な雰囲気を漂わせる晶と、生涯を共にする婚約者・勝太郎との間で思い悩むことになる。
「この子に恋をしてはいけない」と思いつつも、毎日のように聖に恋心をぶつけてくる晶から次第に逃れられなくなり、聖の心は日々揺れ動いていく。一方の婚約者である勝太郎は聖にとっても大人の男であり、常に聖の味方であり続けているが、あまりに完璧すぎる勝太郎の存在は聖にとっては少しずつ重荷になっていってしまっている。
勝太郎が勤める会社の同僚であり、かつ帰国子女およびバイセクシャルでもある原口律は、狙った恋や獲物は決して逃さない人物で聖や勝太郎を翻弄していく。そして、息子の晶が年上の中学教師に恋をしてしまっていることに危機感を感じている母親の黒岩愛子は何とか気を逸らそうと、晶に懸命に向き合おうと努力するのだがどうにも上手くいかないことに焦燥感を覚えていく。

### キャスト

#### 主要人物
末永聖（すえなが ひじり）〈25 → 28 → 33〉
演 - 有村架純
本作品の主人公。子星中学校で中学3年生のクラスを受け持つ国語教師。夢であった教師になれたことで張り切るが、しっかり者で真面目な性格が時に空回りすることも多く、生徒たちに笑い者にされてしまうこともある。大学サークルで知り合った恋人である川合勝太郎からプロポーズされ婚約するが、大人の雰囲気を持つ勝太郎と比べて大人になりきれていないと感じる自分に劣等感を覚える。しかも遠距離恋愛で多忙ということもあり、なかなか逢う時間がない。そんな時に中学3年生の黒岩晶と出会い、聖に恋心を真正面からぶつけてくる晶に惹かれてしまう。
黒岩晶（くろいわ あきら）〈15 → 18 → 23〉
演 - 岡田健史
子星中学校に通う中学3年生の男子生徒で、成績優秀で、運動神経抜群、聖が受け持つクラスの生徒の1人。元々が内向的な性格であるがゆえに自分から進んで何かをするということが苦手である。自分のいるクラスを受け持つことになった聖に惹かれてしまい、それが恋だと気付いた時から聖を見るたびに焦燥感を募らせてしまう。様々な方法で聖に抑えきれぬ恋心をぶつけるのだが、それがやがて思わぬ展開に発展してしまうことをまだ知る由もない。そしてこの聖との恋がきっかけとなり、それまで良好な関係を築いてきていた母親との関係性に少しずつ亀裂が生じていく。

#### 商社
川合勝太郎（かわい しょうたろう）〈28 → 31〉
演 - 町田啓太
聖の恋人で大学時代のサークル仲間。商社に勤めるエリートであり、常に海外を飛び回っている。現在は大阪に赴任しており、聖とは遠距離恋愛中である。しかし、互いに多忙であり、なかなか時間も取れないことからすれ違いが続いているが、余裕のない婚約者の聖を常に心配し気を遣う優しい男性である。聖にとっては最大の理解者であると同時に、晶との恋愛関係を築くには最大の障壁となる。
原口律（はらぐち りつ）〈39 → 42〉
演 - 吉田羊
勝太郎が勤務する商社の先輩同僚のお局。女性との恋も厭わぬバイセクシャルであり、世の流れにも惑わぬ強い精神力と行動力を兼ね備えた女性。そのためか、狙った獲物や恋は決して逃さないという異様なまでの執拗さをも持ち合わせている。勝太郎から恋の相談を受けることもあるが、そのたびに歯に衣着せぬ発言で勝太郎の心情をくすぐったりもしている。

#### 子星中学校
岩崎るな（いわさき るな） 〈15 → 18〉
演 - 小野莉奈
聖の教え子。負けん気が強く、自分の中の信念を貫く強い意思を持っている。晶に思いを寄せており、一方的に聖を敵視するようになる。嘘をついてでも、自分に正直に突き進むタイプである。通称は“るなち”。3年後は晶とは別の高校になり疎遠になるも、同窓会で再会しもう一度アタックする。
九重順一郎（ここのえ じゅんいちろう）〈15 → 18〉
演 - 若林時英
晶の幼馴染で良き理解者。やんちゃで開けっ広げな性格で人を笑わせるのが得意。聖に晶が思いを寄せていることを知り最初はありえないと思っていたが、聖を振り向かせた晶を心から応援している。
白石淳紀（しらいし あつき）〈15 → 18〉
演 - 西本まりん
るなの大親友。顔にコンプレックスがあり、いつもマスクをしている。高校生になってもるなとは良くあっていた。晶のことは「ゲス」だと思っている。
海老原満（えびはら みつる）〈15 → 18〉
演 - 川口和宥
学級委員長を務めている。学校の裏サイトで聖への悪口を書いていた。そのことで晶と取っ組み合いになるもその後仲直りする。3年後中学校の元クラスメイトを集め同窓会を開くなど変わらずリーダー的存在。
香坂優（こうさか ゆう）〈15 → 18〉
演 - 中田青渚
クラスで1番の美少女という評判が高い。3年後には雰囲気が変わり自由奔放なイマドキ女子高校生になっていた。晶に3年前何があったのか疑問に思っている。
塩谷三千代（しおや みちよ）〈55〉
演 - 夏木マリ
子星中学校の教頭であり、通称は“塩バァ”。校長よりも発言力があり、中学校に多大な影響力と決定力を備えているがゆえに、中学校の誰もが逆らえずにいる。強引な性格であり、教師や生徒たちからは悉く忌み嫌われている存在だが、なぜか保護者からは絶大な支持を得ているという妙な現象が起きている。子星中学校を愛しすぎているきらいがあり、生徒たちのみならず教師たちにも容赦なく感情をぶつけてくる。新しく赴任してきた聖に対しても容赦ない態度で接していく。
田辺忠之（たなべ ただゆき）
演 - 加治将樹
聖が勤務する中学校の同僚教師。担当は体育。
入江信彦（いりえ のぶひこ）
演 - 是近敦之
聖が勤務する中学校の同僚教師。担当は英語。
粕谷真弓（かすや まゆみ）
演 - 池谷のぶえ
聖が勤務する中学校の同僚教師。担当は社会。聖に何事も優しく接するが、聖が晶に入れ込んでいたことを知った際には呆れる。

#### 小宮第一小学校
丹羽千鶴（にわ ちづる）〈43 → 46〉
演 - 友近
小学校教師。教育実習中だったころの聖の指導担当者で、聖が中学校教師に赴任してから、何かと聖の相談にも乗っている。教師としての自分に思い悩む聖の姉御的存在であり、非常に大らかな性格のため聖から頼りにされている。聖にとっては心が開ける唯一無二の存在であると同時に、常に聖の心に寄り添う理解者でもある。
相田宗太郎（あいだ そうたろう）
演 - 山上賢治
聖が3年後に働く小学校の教頭。
野上一樹（のがみ かずき）〈34〉
演 - 渡辺大
聖が3年後に働く小学校の同僚教師。聖に対してひそかに思いを寄せている。
橘彩乃（たちばな あやの）〈9〉
演 - 石田凛音
聖が3年後に副担任を務める小学校のクラスの児童。美和に育児放棄されて以降は栄養失調で倒れてしまう。
橘美和（たちばな みわ）〈31〉
演 - 村川絵梨
彩乃の母。男にだらしがなく酒、煙草に溺れた挙句に彩乃の育児放棄をしている毒母。

#### 晶の家族関係者
上布茂（じょうふ しげる）〈45 → 48〉
演 - マキタスポーツ
愛子と旧知の仲であり、愛称は“ジョフィ”。愛子とは共にアジア雑貨輸入販売会社を立ち上げ、苦労を共にしてきた友人であり、愛子の頼もしい部下でもある。シングルマザーである愛子が反抗期の晶との関係における悩みの相談に乗ったり、反抗期の晶に対して実の兄のように接してもくれる良き理解者。
黒岩愛子（くろいわ あいこ）〈45 → 48 → 53〉
演 - 夏川結衣
母親。上布と共にアジア雑貨輸入販売会社を大きくしてきたやり手の女社長であり、シングルマザーとして晶を懸命に育ててきた。会社や息子を守るためならば、如何なる手段をも講じる強気な性格も持ち合わせている。放任主義で育ててきたが、反抗期もほとんどなかった晶とは良好な親子関係を築いてきた。晶が聖に恋をしていることにも最初はあまり気にしていなかったが、晶が思いも寄らぬ行動を取るようになると、次第に聖に対して警戒感を強めていく。
島崎康介（しまざき こうすけ）〈54〉
演 - 岸谷五朗
実父。晶が5歳のときに愛子とは離婚し、バリ島で暮らしていた。晶に会いたいと手紙を送っていたが、愛子によって手紙の存在は伏せられていた。現在は離島で家具職人として仕事している。

#### その他
川合祐子（かわい ゆうこ）
演 - 村岡希美
勝太郎の母。
末永里美（すえなが さとみ）
演 - 中嶋朋子
聖の母。聖が晶と恋に落ちて以降は情状不安定に陥る。
磯貝俊
演 - 桜井聖
弁護士。
丹羽佳朗（にわ よしろう）
演 - バッファロー吾郎A
千鶴の夫。

### スタッフ
- 原作 - かわかみじゅんこ 『中学聖日記』（祥伝社フィールコミックス）
- 脚本 - 金子ありさ
- 音楽 - 小瀬村晶、信澤宣明
- 主題歌 - Uru 「プロローグ」（ソニー・ミュージックアソシエイテッドレコーズ）[11]
- プロデューサー - 新井順子
- 演出 - 塚原あゆ子、竹村謙太郎、坪井敏雄、府川亮介
- 製作 - ドリマックス・テレビジョン、TBS

### 放送日程

#### 連続ドラマ
| 話数                                                                        | 放送日   | サブタイトル                                     | 演出       | 視聴率 |
| --------------------------------------------------------------------------- | -------- | ------------------------------------------------ | ---------- | ------ |
| 第1話                                                                       | 10月09日 | 教師と生徒…許されない禁断の純愛ラブストーリー    | 塚原あゆ子 | 6.0%   |
| 第2話                                                                       | 10月16日 | とまらぬ恋心…波乱の体育祭の幕が開く              | 塚原あゆ子 | 6.5%   |
| 第3話                                                                       | 10月23日 | ついに溢れ出す想い急接近の勉強合宿!              | 塚原あゆ子 | 6.2%   |
| 第4話                                                                       | 10月30日 | 急展開! 花火大会の夜、運命の歯車が回りはじめる!  | 竹村謙太郎 | 5.4%   |
| 第5話                                                                       | 11月06日 | 教師失格! 禁断の恋の代償…彼女が下した決断は!?    | 坪井敏雄   | 6.5%   |
| 第6話                                                                       | 11月13日 | 3年後…新たな生活動き始める恋…忘れられない想い    | 竹村謙太郎 | 7.0%   |
| 第7話                                                                       | 11月20日 | 思わぬ再会…ふたりの止まっていた時間が動きだす!?  | 坪井敏雄   | 6.3%   |
| 第8話                                                                       | 11月27日 | 先生さようなら…命懸けの逃避行! 運命の決断と告白  | 府川亮介   | 7.5％  |
| 第9話                                                                       | 12月04日 | 初めての2人だけの夜…もう離さない!                | 竹村謙太郎 | 7.8%   |
| 第10話                                                                      | 12月11日 | 想い合うのは罪…!? 立ちはだかる母たち             | 坪井敏雄   | 7.3%   |
| 最終話                                                                      | 12月18日 | 突きつけられた究極の選択! ふたりが最後に選ぶ未来 | 竹村謙太郎 | 9.6%   |
| 平均視聴率 6.9%（視聴率はビデオリサーチ調べ、関東地区・世帯・リアルタイム） |          |                                                  |            |        |

- 第4話は「プロ野球・SMBC日本シリーズ2018第3戦 ソフトバンクvs広島」放送延長のため40分繰り下げ、22時40分 - 23時47分に放送された。
- 第7話は『キリンチャレンジカップサッカー』および『マツコの知らない世界短縮版』放送のため20分繰り下げ、22時20分 - 23時27分に放送された｡

### 受賞歴
- 第99回ザテレビジョンドラマアカデミー賞[15]
  - 最優秀作品賞
  - 助演男優賞（岡田健史）
  - 助演女優賞（吉田羊）
  - ドラマソング賞（Uru）
  - その他、主演女優賞では有村架純が2位。

| TBS系 火曜ドラマ                               | TBS系 火曜ドラマ                        | TBS系 火曜ドラマ                                     |
| 前番組                                         | 番組名                                  | 次番組                                               |
| ---------------------------------------------- | --------------------------------------- | ---------------------------------------------------- |
| 義母と娘のブルース （2018年7月10日 - 9月18日） | 中学聖日記 （2018年10月9日 - 12月18日） | 初めて恋をした日に読む話 （2019年1月15日 - 3月19日） |